# 广阳区
广阳区是河北省廊坊市下辖的一个市辖区。区人民政府驻康宁街2号。

## 历史
2000年3月7日，国务院批准设立广阳区。广阳区辖原安次区的北大街、北门外、小廊坊、新开路4个街道办事处和旧州、万庄、南尖塔、北旺4个乡（镇）以及北史家务乡铁路以北部分。区政府驻北门外大街。
2000年10月8日，正式设立广阳区。辖4个乡镇、4个街道办事处和1个乡镇办事处，总面积390平方公里，总人口35万。  
2000年，广阳区辖4个街道、2个镇、2个乡。 　　
2010年底，广阳区面积464.73平方公里，人口45.52万。辖4个街道、3个镇、1个乡，64个社区居委会、171个村委会。

## 人口
根據第七次人口普查數據，截至2020年11月1日零時，廣陽區常住人口為538798人。

## 行政区划
广阳区下辖7个街道办事处、3个镇、1个乡：
银河北路街道、爱民东道街道、解放道街道、新开路街道、新源道街道、南尖塔镇、万庄镇、九州镇和北旺镇。
云鹏道街道、耀华路街道由廊坊经济技术开发区代管。